# Keiichi Okabe
Keiichi Okabe (岡部 啓一?, Okabe Keiichi; 26 maggio 1969) è un compositore e arrangiatore giapponese.
È noto per aver composto la colonna sonora di Drakengard 3, Nier, e del suo seguito Nier: Automata, insieme alla serie di Tekken. Cominciò la sua carriera come compositore di videogiochi dove lavorò presso Namco tra il 1994 e il 2001, principalmente componendo per giochi arcade. A parte i videogiochi, ha composto musiche per serie anime come Working!!, Yūki Yūna wa yūsha de aru e Summer Time Rendering, e inoltre arrangiò tracce per alcuni cantanti J-pop, tra cui Ryūichi Kawamura. Fondò lo studio di produzione musicale Monaca nel 2004, che compone musica per vari tipi di media.

## Biografia
Okabe ha iniziato a prendere lezioni di organo elettrico da bambino, studiando musica pop contemporanea e da film. Sebbene non abbia imparato dagli insegnanti, ha sviluppato le sue abilità musicali unendosi a una band e registrando musica. Ha menzionato Henry Mancini, Ennio Morricone e Ryūichi Sakamoto come alcune delle sue influenze musicali. Dopo essersi laureato alla Kobe Design University, è entrato a far parte di Namco nel 1994, lavorando ad alcune tracce per il medal game Spiral Fall. Ha lavorato anche su titoli come Air Combat 22, nonché ad alcuni arrangiamenti per la versione PS1 di Tekken 2. Ciò lo avrebbe portato a comporre la colonna sonora di Tekken 3 insieme al collega compositore di Namco Nobuyoshi Sano. Entrambi hanno scelto di creare musica big beat per il gioco in quanto si adattava all'atmosfera del gioco e non era mai stata realizzata prima nei videogiochi. I due colleghi avrebbero anche lavorato a Tekken Tag Tournament con altri compositori nel 1999.
Ha lasciato Namco nel 2001 per diventare un libero professionista, poiché voleva più libertà di lavorare su progetti non videoludici. Tre anni dopo, ha fondato lo studio di produzione musicale Monaca. Sebbene originariamente consistesse solo di Okabe, in seguito sarebbe stato raggiunto da compositori ex-Namco come Satoru Kōsaki, anche egli desideroso di lavorare su progetti non legati a videogiochi. Fino ad oggi, lo studio compone spesso musica sia per videogiochi che per anime, così come per altri tipi di media come i film live action.
Nel 2010, ha lavorato come compositore principale per Nier, assistito da colleghi compositori di Monaca, Kakeru Ishihama e Keigo Hoashi, insieme al compositore di Cavia Takafumi Nishimura. Per adattarsi alla storia del gioco, ha composto una colonna sonora che ha definito "misteriosa, delicata ed effimera". Al team è stata data libertà creativa, sotto la direzione di Yoko Taro, che aveva frequentato la stessa università di Okabe ed è stato un graphic designer 3D alla Namco. I compositori hanno lavorato con la cantante anglo-giapponese Emi Evans, che ha scritto e cantato i testi presenti nelle canzoni del gioco.
Okabe, Ishihama e Hoashi avrebbero continuato a comporre, insieme a Kuniyuki Takahashi, la colonna sonora di Nier: Automata, seguito di Nier pubblicato nel 2017. La sua musica è stata acclamata; ha vinto il premio per "Best Score/Music" ai The Game Awards 2017, ed è stato finalista per "Best Original Music" ai Best of 2017 Awards di IGN.
Nel 2019, ha composto la colonna sonora del gioco battle royale Cyber Hunter con il collega compositore di Monaca Ryuichi Takada, congiuntamente con il violinista Yu Manabe. Okabe ha composto brani anche per il videogioco Stellar Blade.